# إقطاعة
الإقطاعة (باللاتينية: feudum) كانت العنصر الرئيسي للنظام الإقطاعي، ويتألف من الممتلكات الموروثة أو الحقوق الممنوحة من قبل رب رئيسي overlord إلى مقطع (أو على وجه التحديد تمليك الإقطاعيات feoffee)، والذي (أي المقطع) يحصل عليه في حفلة مراسم تؤدى فيها اليمين الدستورية للمالك. وكانت الإقطاعيات في كثير من الأحيان أراضي أو ممتلكات حقيقية مدرة للدخل.